# Rhyacophila delphinensis
Rhyacophila delphinensis är en nattsländeart som beskrevs av Vaillant 1968. Rhyacophila delphinensis ingår i släktet Rhyacophila och familjen rovnattsländor. Inga underarter finns listade i Catalogue of Life.